# Relações entre África do Sul e Moçambique
As relações entre África do Sul e Moçambique referem-se às relações bilaterais entre a República de Moçambique e a República da África do Sul. As relações governamentais tiveram inicio em 1923, durante a época colonial, quando a União Sul-Africana firmou acordos formais com o Império Português para a colónia da África Oriental Portuguesa (Moçambique) relacionados a trabalho, transportes e assuntos comerciais. Graça Machel, a primeira-dama inaugural de Moçambique de 1975 a 1986, casaria-se mais tarde com o primeiro presidente da África do Sul pós-apartheid, Nelson Mandela, a 18 de julho de 1998, no octogésimo aniversário de Mandela. Eles permaneceram casados até a morte de Mandela, a 5 de dezembro de 2013, aos noventa e cinco anos. (anteriormente ela foi casada com o primeiro presidente de Moçambique, Samora Machel, que morreu num acidente de avião a 19 de outubro de 1986, com cinquenta e três anos). Embora a África do Sul seja preponderante na região em termos de recursos económicos e força militar, Moçambique é considerado um Estado de segundo nível na África Austral e um parceiro crucial para Pretória.

## Apartheid

### Relações entre os brancos
Os brancos sul-africanos e os brancos em Moçambique português tiveram relações muito próximas durante a era colonial. Quando a África do Sul implementou as leis do apartheid, Lourenço Marques, a antiga designação da capital de Moçambique, Maputo, tornou-se um destino para muitos brancos fugirem das políticas sociais conservadoras do governo do apartheid. Quando Moçambique obteve a independência de Portugal em 1975, milhares de brancos nascidos em Moçambique atravessaram a fronteira para a África do Sul, cujos descendentes são hoje sul-africanos portugueses.

### Relações entre os negros
Os povos shangaan ou tsonga vivem em ambos os lados da fronteira África do Sul-Moçambique. O movimento negro entre os dois países existiu em grande parte devido à possibilidade de emprego de moçambicanos nas minas da África do Sul. As remessas transfronteiriças constituem uma parte importante da economia moçambicana.

### Guerra
A África do Sul desempenhou um papel importante na Guerra Civil Moçambicana ao apoiar a Resistência Nacional Moçambicana (RENAMO) contra o governo da Frente de Libertação de Moçambique (FRELIMO). A África do Sul e Moçambique assinaram o Acordo de Nkomati em 1984, que encerrou oficialmente o papel da África do Sul na guerra, embora continuasse até o advento da democracia na África do Sul em 1994.